# Agyphantes
Agyphantes Saaristo & Marusik, 2004 è un genere di ragni appartenente alla famiglia Linyphiidae.

## Distribuzione
Le due specie oggi note di questo genere sono state rinvenute nella Russia asiatica.

## Tassonomia
Dal 2004 non sono stati esaminati esemplari di questo genere.
A dicembre 2012, si compone di due specie:
- Agyphantes sajanensis (Eskov & Marusik, 1994) — Russia
- Agyphantes sakhalinensis Saaristo & Marusik, 2004[3] — Sakhalin